# St. Peter (Wengen)

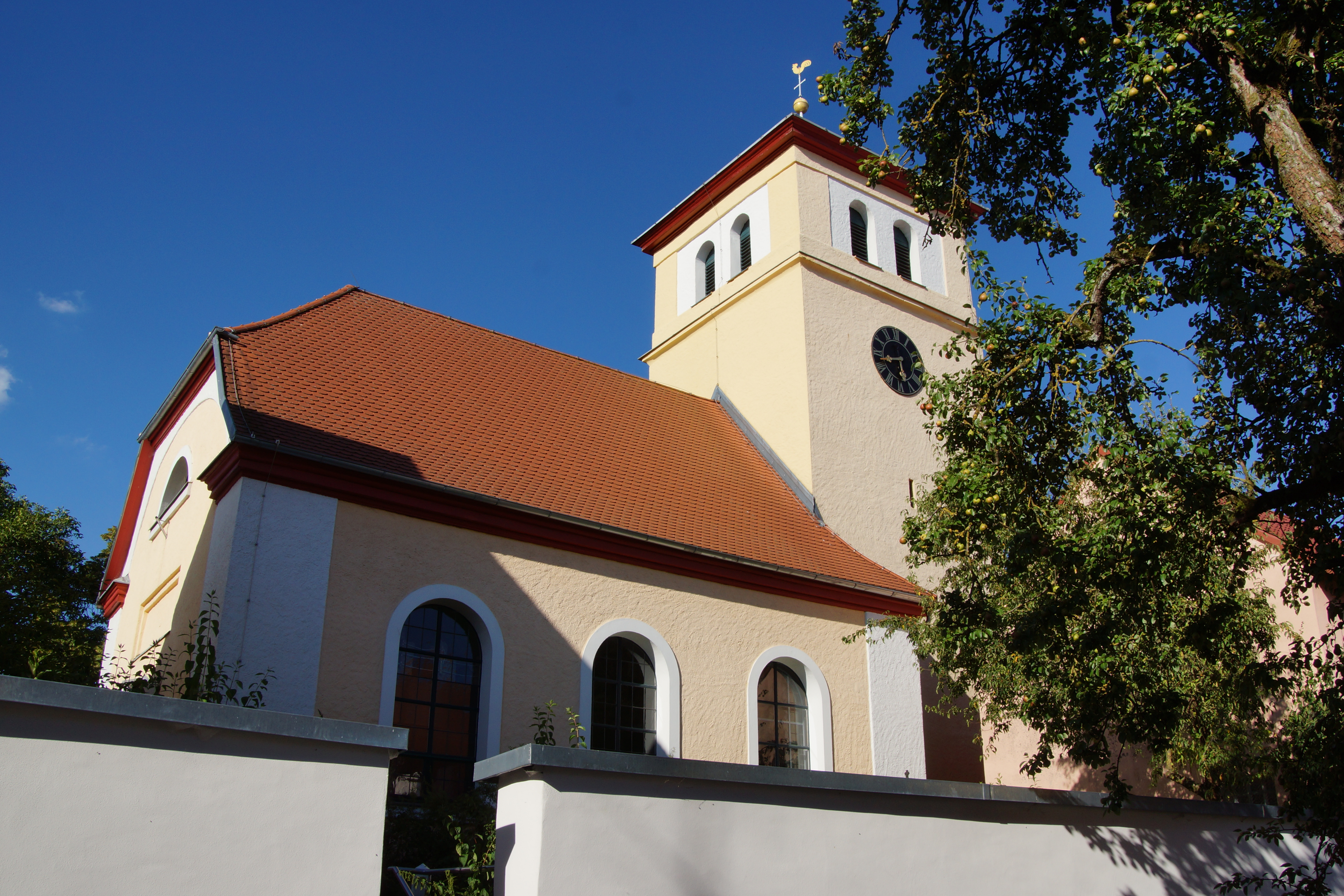
St. Peter (Wengen), Bild aufgenommen 2016

Die denkmalgeschützte, evangelisch-lutherische Filialkirche St. Peter steht in Wengen, einem Gemeindeteil des Marktes Nennslingen im Landkreis Weißenburg-Gunzenhausen (Mittelfranken, Bayern). Die Kirche ist unter der Denkmalnummer D-5-77-151-41 als Baudenkmal in der Bayerischen Denkmalliste eingetragen. Die Vorgängerbauten der Kirche sind zusätzlich als Bodendenkmal (Nummer: D-5-6933-0322) eingetragen. Das Bauwerk mit der postalischen Adresse Wengen 23a steht innerhalb des Wengener Ortskerns umgeben von weiteren denkmalgeschützten Bauwerken an der Hauptstraße des Ortes auf einer Höhe von 559 m ü. NHN.  Die Kirchengemeinde gehört zum Dekanat Weißenburg in Bayern im Kirchenkreis Nürnberg der Evangelisch-Lutherischen Kirche in Bayern.

## Beschreibung
Die klassizistische Saalkirche aus einem rechteckigen Langhaus, das mit einem Satteldach mit einem Krüppelwalm im Westen bedeckt ist, mit Ecklisenen und Putzgliederung und einem quadratischen, mit einem Pyramidendach bedeckten Chorturm im Osten wurde 1816 anstelle des abgebrannten Vorgängerbaus erbaut, aus dem sich unter der Empore, auf der die Orgel steht, die Spolie eines steinernen Reliefs eines gotischen Sakramentshauses aus dem Jahr 1492 erhalten hat. Die drei Bronzeglocken wurden 1999 geweiht. Die Kirche ist die einzige klassizistische im Landkreis.